# Лео Горн
Лео Горн (нід. Leopold ("Leo") Sylvain Horn; нар. 29 серпня 1916, Сіттард, Нідерланди — пом. 16 вересня 1995, Амстелвен, Нідерланди) — нідерландський футбольний арбітр. Обслуговував матчі національного чемпіонату та Кубку, єврокубків, матчі збірних.
Він перший арбітр, який двічі судив фінальні матчі Кубка Європейських чемпіонів у 1957 та 1962 роках. Двічі судив фінальні матчі Кубка Лібертадорес — 1962 та 1964 роках. У 1962 судив матчі чемпіонату світу.

## Біографія

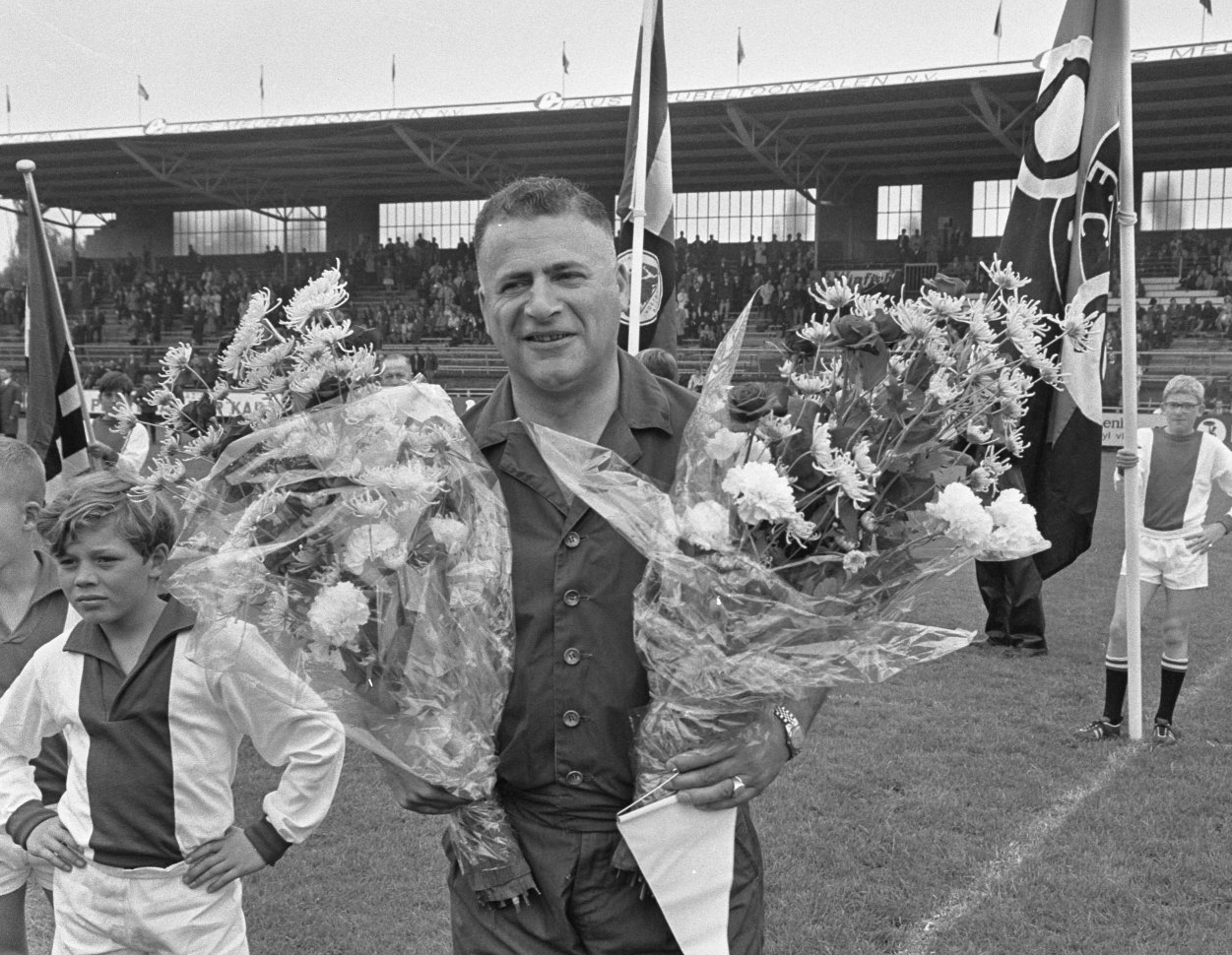
Лео під час прощального матчу 7 серпня 1966.

Народився в сім'ї євреїв. У віці шести років грав за місцеву команду «Сіттарда». У 1928 разом з матір'ю (батько лишився проживати в Сіттарді) переїхали до Амстердаму, де він продовжив грати в футбол за одну з місцевих команд, але отримавши травму коліна завершив кар'єру гравця.
У 1933 розпочав судити матчі Амстердамського футбольного союзу, а ще через п'ять років почав судити матчі нижчих ліг Нідерландів.
Під час Другої світової війни був учасником руху опору та відсторонний від футбольного суддівства. Його рідний брат Едгар був інтернований до одного з концтаборів, де і загинув.
Після війни відновив суддівство. З 1948 обслуговує матчі національного чемпіонату, а ще через два роки починає обслуговувати міжнародні матчі.
25 листопада 1953 року судив матч між збірними Англії та Угорщини. Окрім фіналів Кубка Європейських чемпіонів та Кубка Лібертадорес також судив матч Кубка ярмарків 2 лютого 1966 між клубами Лідс Юнайтед та Валенсією.
Останнім матчем стала гра між Аяксом та болгарським ЦСКА (Софія), яка відбулась 7 серпня 1966 року.

## Відомі матчі
- 1953: товариський матч Вемблі, Англія – Угорщина, 3–6

Вперше за 50 років англійська команда програла на Вемблі.
- 1957: Фінал Кубка європейських чемпіонів на Сантьяго Бернабеу (Мадрид)

Реал Мадрид – Фіорентіна, 2–0
- 1962: Фінал Кубка європейських чемпіонів на Олімпійському стадіоні (Амстердам)

Бенфіка – Реал Мадрид, 5–3
- 1962: Чемпіонат світу в Чилі.

Груповий етап  Англія –  Угорщина
Груповий етап  ФРН –  Швейцарія
Чвертьфінал  Чилі –  СРСР
Фінал  Бразилія –  Чехословаччина.